# Mompang Dolok
Mompang Dolok is een bestuurslaag in het regentschap Padang Lawas Utara van de provincie Noord-Sumatra, Indonesië. Mompang Dolok telt 92 inwoners (volkstelling 2010).